# Sekulární institut svatého Pia X.
Sekulární institut svatého Pia X. (latinsky Institutum seculare Pius X; zkr. ISPX) je institut zasvěceného života, který vznikl roku 1939. V americkém Manchesteru jej založil katolický duchovní Henri Roy (1898–1965).
Jeho členové žijí kromě USA také v Kanadě a dalších zemích střední a jižní Ameriky. Hlavní sídlo má v Charlesbourgu, což je městská část kanadského Québecu.

## Představení
- Gérald Cyprien Lacroix, 2001–2009
- Christian Beaulieu, od 2010